# 鄭漢鈞
鄭漢鈞，GBS，OBE，JP（1927年5月16日—），香港註冊結構工程師，前行政及立法兩局議員，香港工程師學會前會長及英國結構工程師學會前副會長。

## 學歷
- 北京米市大街基督教小學[註 1]
- 天津基督教正德小學[註 1]
- 天津私立新學中學[註 1]
- 國立北洋大學工程學學士[註 1]
- 英國倫敦帝國學院深造文憑

## 過往公職
- 香港城市大學校董會前主席
- 香港公開大學校董會前主席
- 香港房屋委員會前主席
- 交通諮詢委員會前主席
- 土地及建設諮詢委員會前主席
- 應用研究局前主席
- 課程發展議會前主席

## 榮譽

### 勳銜
- 非官守太平紳士 (1987年)
- OBE勳銜
- 金紫荊星章 (1998年)

### 榮譽博士
- 香港公開大學榮譽理學博士(1993年)
- 香港城市大學榮譽工程學博士(1996年)
- 香港科技大學榮譽工程學博士(1996年)